# Ulaschkiwzi
Ulaschkiwzi (ukrainisch Улашківці; russisch Улашковцы/Ulaschkowzy, polnisch Ułaszkowce) ist ein Dorf im Rajon Tschortkiw der Oblast Ternopil im Westen der Ukraine etwa 13 Kilometer südlich der Rajonshauptstadt Tschortkiw und 74 Kilometer südlich der Oblasthauptstadt Ternopil am Seret gelegen.

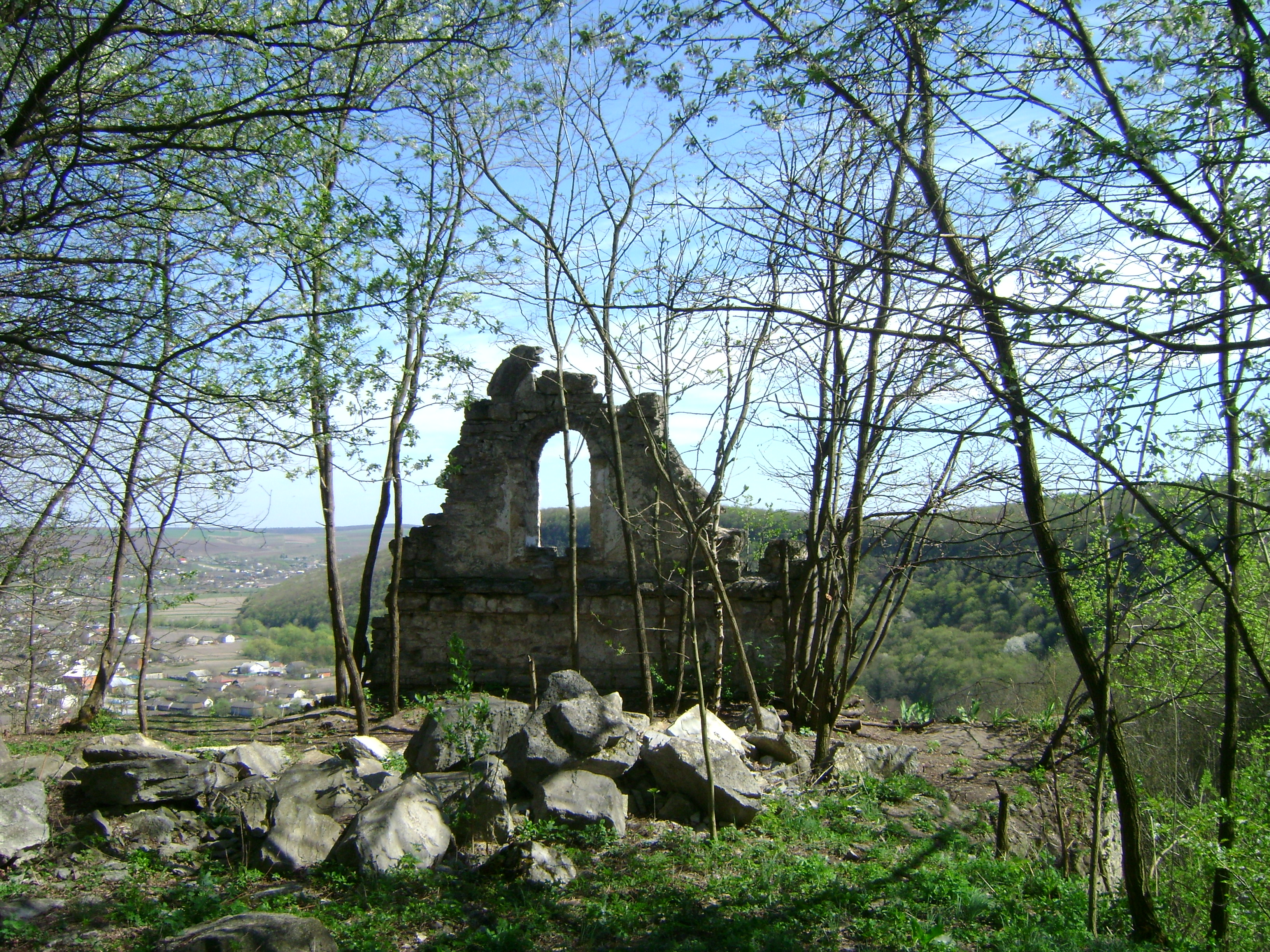
Ruinen oberhalb des Ortes

Der Ort wurde 1464 zum ersten Mal schriftlich erwähnt, erhielt im 15. Jahrhundert das Magdeburger Stadtrecht und lag zunächst in der Woiwodschaft Podolien als Teil der Adelsrepublik Polen. Von 1772 bis 1918 gehörte er, mit Unterbrechung zwischen 1810 und 1815, als er als Teil des Tarnopoler Kreises an Russland abgetreten werden musste, unter seinem polnischen Namen Ułaszkowce zum österreichischen Galizien (ab 1867 im Bezirk Czortków). Während dieser Zeit hatte der Ort den Status eines Marktstädtchens, diesen verlor er aber 1939 unter sowjetischer Besatzung.
Nach dem Ende des Ersten Weltkrieges kam der Ort zu Polen (in die Woiwodschaft Tarnopol, Powiat Czortków, Gmina Ułaszkowce), wurde im Zweiten Weltkrieg ab September 1939 von der Sowjetunion und dann ab Sommer 1941 bis 1944 von Deutschland besetzt, hier wurde der Ort in den Distrikt Galizien eingegliedert.
Nach dem Ende des Krieges wurde der Ort der Sowjetunion zugeschlagen, dort kam das Dorf zur Ukrainischen SSR und ist seit 1991 ein Teil der unabhängigen Ukraine.
Am 12. Juni 2020 wurde das Dorf ein Teil neu gegründeten Landgemeinde Nahirjanka; bis dahin bildete es die Landratsgemeinde Ulaschkiwzi (Улашківська сільська рада/Ulaschkiwska silska rada) im Süden des Rajons Tschortkiw.

## Persönlichkeiten
- Zygmunt Haupt (* 5. März 1907 in Ułaszkowce; † 10. Mai 1975 in Winchester, USA), polnischer Maler, Schriftsteller und Architekt